# Надареишвили, Гиа Антонович
Гиа Антонович Надареишвили (груз. გია ანტონის ძე ნადარეიშვილი; 22 сентября 1921 — 2 октября 1991) — грузинский шахматный композитор. Международный гроссмейстер (1980) и международный арбитр (1960) по шахматной композиции. Чемпион СССР (раздел этюдов) 1971 и 1972 гг. Председатель центральной комиссии шахматной композиции федерации СССР (1989—1990). Рейтинг в «Альбоме ФИДЕ» — 85,00.
Автор книг по шахматной композиции.
Заслуженный врач Грузии.

## Книги
- Надареишвили Г. А. — Избранные этюды — Издательство: Тбилиси: Сабчота сакартвело, 1970
- Надареишвили Г. А. — Шахматный этюд в Грузии — Издательство: Тбилиси: Сабчота Сакартвело, 1975
- Надареишвили Г. А. — Этюд глазами гроссмейстеров — Издательство: Физкультура и спорт, 1982